# Physocaulis nodosus
Physocaulis nodosus là một loài thực vật có hoa trong họ Hoa tán. Loài này được Koch miêu tả khoa học đầu tiên.